# باك لي سوب
باك لي سوب مواليد 6 يناير 1944 في شبه الجزيرة الكورية، هو لاعب كرة قدم كوري شمالي كان يلعب في مركز الدفاع. مثّل منتخب كوريا الشمالية لكرة القدم. سبق له أن لعب في كأس العالم لكرة القدم مع منتخب بلاده في مونديال عام 1966م.

## روابط خارجية
- باك لي سوب على موقع الاتحاد الدولي (مؤرشف)  (الإنجليزية)
- باك لي سوب على موقع قاعدة بيانات كرة القدم.إي يو (الإنجليزية)
- باك لي سوب على موقع ناشيونال فوتبول تيمز (الإنجليزية)
- باك لي سوب على موقع عالم كرة القدم.نت (الإنجليزية)